# Azer Zeynalov
Azer Zeynalov (en azerí: Azər Zeynalov; Najicheván, 13 de diciembre de 1964) es un cantante de ópera de Azerbaiyán, Artista del pueblo de la República de Azerbaiyán.

## Biografía
Azer Zeynalov nació el 13 de diciembre de 1964 en Najicheván. En 1982 ingresó en la Universidad Estatal de Cultura y Arte de Azerbaiyán. También estudió en la Academia de Música de Bakú y en Italia. Empezó su carrera en el Teatro de Música Estatal Académico de Azerbaiyán. Desde 1996 fue solista del Teatro de Ópera y Ballet Académico Estatal de Azerbaiyán. Desde 2001 enseñó en la Universidad Estatal de Cultura y Arte de Azerbaiyán.

## Actividades
- 1997 – “Arshin mal alan” de Uzeyir Hajibeyov
- 1998 – “La traviata” de Giuseppe Verdi
- 1998 – “Sevil” de Fikret Amirov
- 2000 – “Pagliacci” de Ruggero Leoncavallo
- 2004 – “Natavan” de Vasif Adigozalov
- 2006 – “No eso, entonces esto” de Uzeyir Hajibeyov
- 2009 – “Tosca” de Giacomo Puccini
- 2014 – “Otelo” de Giuseppe Verdi

## Premios y títulos
- Artista del pueblo de la República de Azerbaiyán (1998)
- Artista del pueblo de la República de Daguestán (2008)